# От косы до косы
Велосипедная дорожка «От косы до косы» — двухполосная велодорожка в Калининградской области шириной 2,5 м. Должна соединить Куршскую и Балтийскую косы.

## История
Работы велись по программе приграничного сотрудничества «Россия — Польша 2014—2020» в рамках проекта «CBСycle: Трансграничные веломаршруты для продвижения и устойчивого использования культурного наследия». Реализация проекта финансировалось в том числе за счет Евросоюза.

## Маршрут

### Этап I
Завершенный этап от Зеленоградска до Приморья. Протяжённость: 34 км.

### Этап II
Планируемый этап от Приморья до Балтийска. Протяжённость: 70 км.

### Перспективы
Велодорожка должна в перспективе встроиться в европейскую сеть.
Маршрут должен стать частью трех международных веломаршрутов:
- Euroroute или «R1», маршрут от Франции (Bologne-sul-Mer) до Санкт-Петербурга (Россия), протяжённость 3500 км;
- EuroVelo-10, кольцевой маршрут вокруг Балтийского моря, Baltic Sea Cycle Route (Hansacircuit), протяжённость 7980 км;
- EuroVelo-13, маршрут от Черного моря до Баренцева моря, Iron Curtain Trail: Barents Sea — Black Sea, протяжённость 10 400 км.

## Галерея

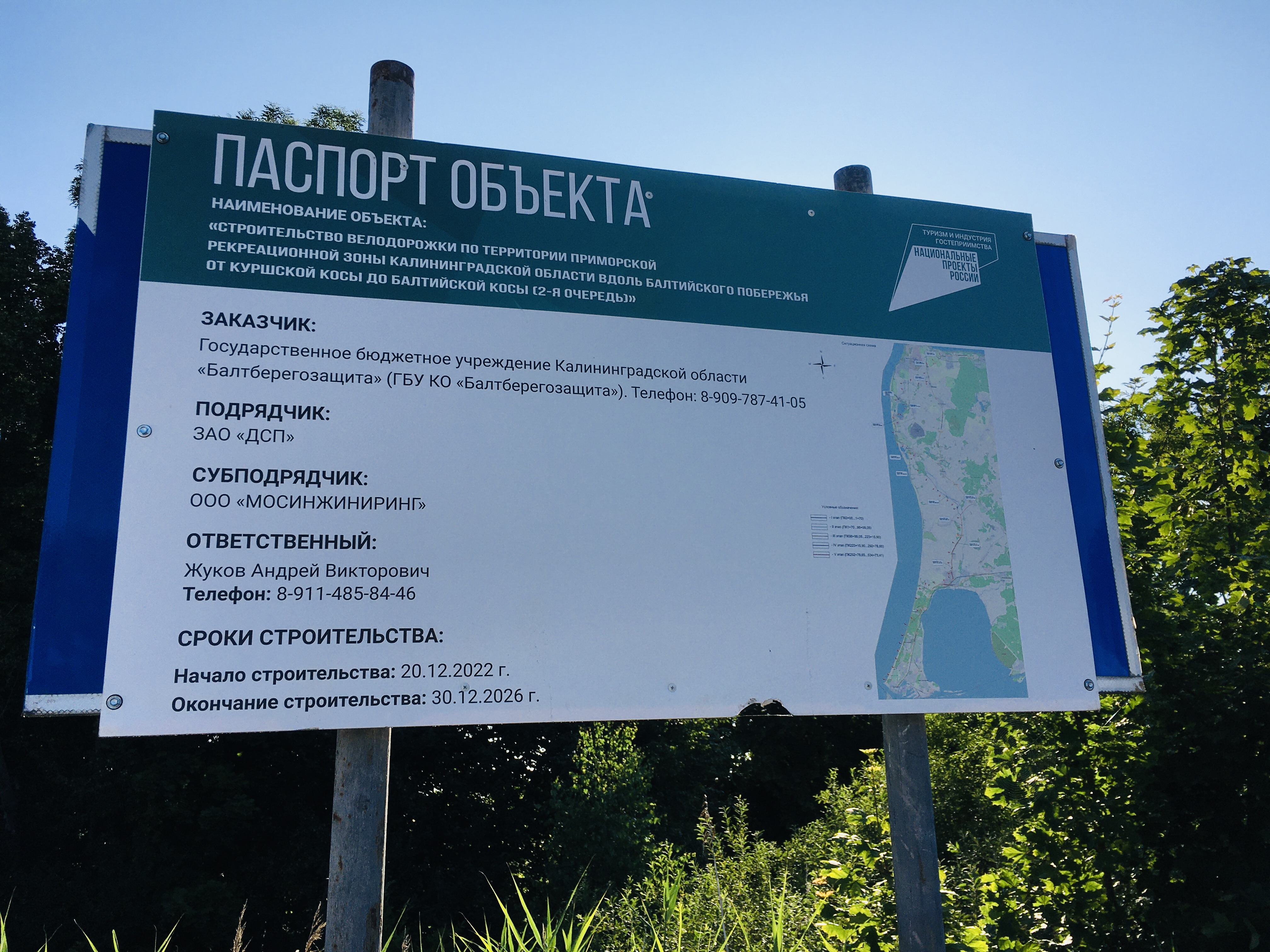
Паспорт объекта
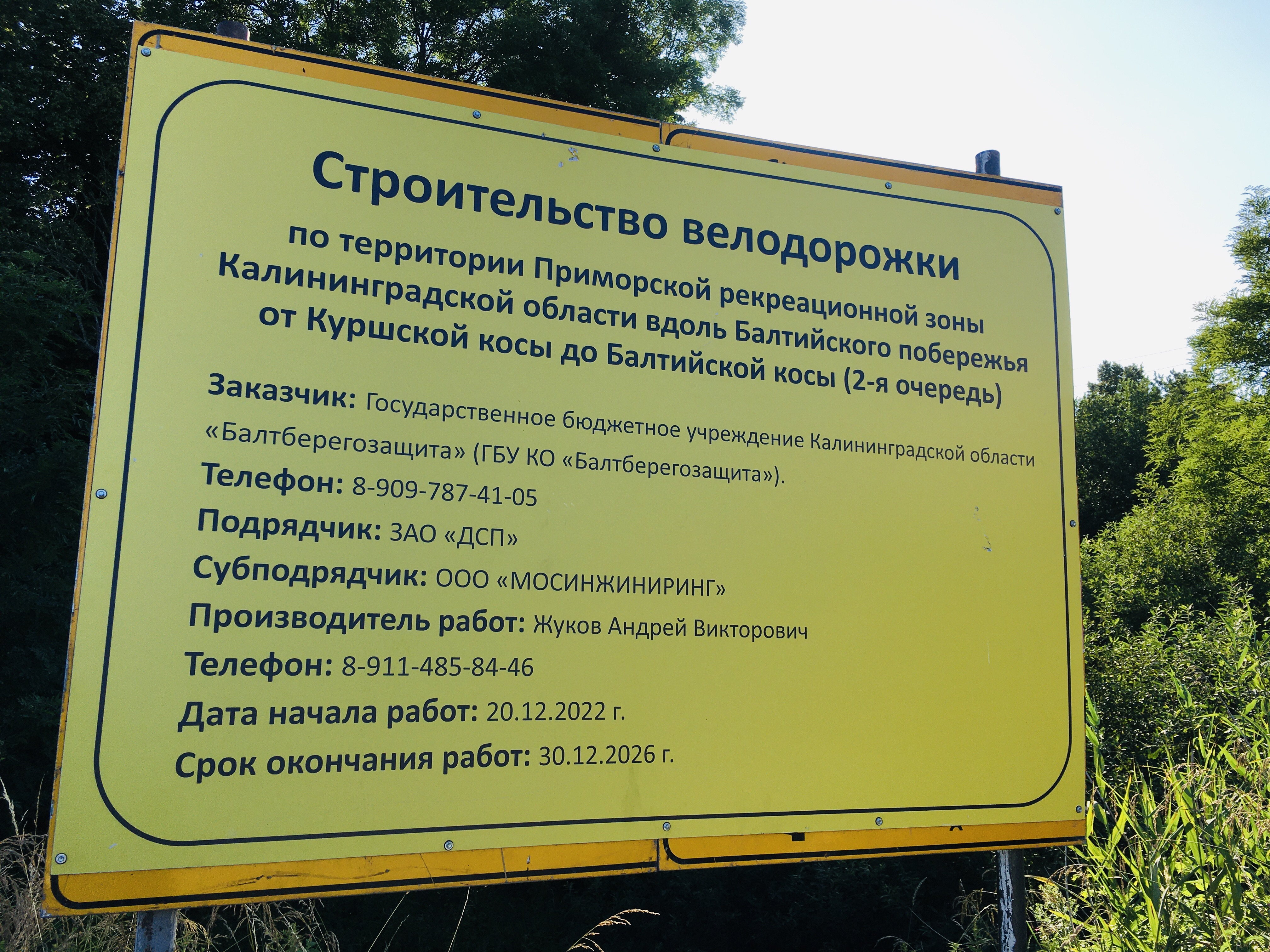
Паспорт объекта